# Jozef en de vrouw van Potifar en Suzanna en de ouderlingen
Jozef en de vrouw van Potifar en Suzanna en de ouderlingen zijn twee pendant-schilderijen van de Franse schilder Nicolas Bertin in het Rijksmuseum in Amsterdam.

## Voorstelling
De schilderijen vormen zowel wat betreft afmetingen als inhoud elkaars tegenhangers. Al in 1809 worden ze zo beschreven in de eerste museumcatalogus van het Koninklijk Museum, de voorganger van het Rijksmuseum. Op het ene schilderij is afgebeeld hoe Jozef, een figuur uit het Oude Testament, als slaaf wordt verleid door de vrouw van zijn eigenaar Potifar. Het andere schilderij laat een scène ziet uit het Bijbelboek Daniël, waarin Susanna wordt verleid door twee rechters (ouderlingen). In beide gevallen is de verleidingspoging zonder succes en zowel Jozef als Susanna worden daarna ten onrechte beschuldigd van overspel.

## Toeschrijving en datering
Beide schilderijen zijn aan de voorzijde gesigneerd ‘Bertin·in[venit]’ (Bertin heeft [dit] bedacht) en aan de achterzijde gedateerd ‘A° 169[9]’ (Jozef en de vrouw van Potifar) en ‘A° 99’ (Suzanna en de ouderlingen).

## Herkomst
De werken worden in 1752 voor het eerste gesignaleerd in de verzameling van Adriaan Leonard van Heteren in Den Haag. Van Heteren liet ze na zijn dood na aan zijn zoon, Adriaan Leonard van Heteren Gevers. Deze verkocht de werken op 8 juni 1809 samen met 134 andere schilderijen, bekend als het Kabinet Van Heteren Gevers, aan het Rijksmuseum.